# Ruben Guerreiro
Rúben António Almeida Guerreiro (Montijo, 6 de julho de 1994) é um ciclista português, membro da equipa EF Pro Cycling.

## Biografia
No mês de agosto de 2016, assina um contrato com a formação Trek-Segafredo para as temporadas de 2017 e 2018. Durando este período, é sobretudo Campeão de Portugal em estrada em 2017 e classifica-se quinto da Bretagne Classic em agosto de 2018 após ter tomado o sexto posto no ano precedente.
Apanha a equipa Katusha-Alpecin para a temporada de 2019, com um contrato de um ano. Desde janeiro, é oitavo do Tour Down Under. Em agosto, participa na Volta a Espanha. Para a sua primeira grande volta, distingue-se terminando 17.º do geral, após ter terminado segundo de etapa no Santuário do Acebo e quarto da etapa que leva a Igualada.
Em 2020, após o final da equipa Katusha, apanha a equipa EF Pro Cycling.Em agosto, é seleccionado para representar o seu país no Campeonato Europeu de Ciclismo em Estrada organizados em Plouay no Morbihan. Classifica-se quadragésimo primeiro na prova de ciclismo em linha.

## Palmarés e classificações mundiais

### Por ano
- 2012
  -  Campeão de Portugal em estrada juniores
  - 2.º e 4.º (contrarrelógio) etapas da Volta a Portugal juniores
  - 2.º da Volta a Portugal juniores
- 2014
  - Volta a Portugal do Futuro :
    - Classificação geral

  - 3. ª etapa
- 2015
  - Grande Prémio Liberty Seguros :
    - Classificação geral

  - 2. ª etapa
  - 2.º do Campeonato de Portugal em estrada esperanças
  - 3.º do Campeonato de Portugal da contrarrelógio esperanças
- 2016
  -  Campeão de Portugal em estrada esperanças
  - Grande Prémio Palio del Recioto
  - 3.º de Liège-Bastogne-Liège sub-23
- 2017
  -  Campeão de Portugal em estrada
  - 6.º da Bretagne Classic
- 2018
  - 5.º da Bretagne Classic
  - 6.º da Volta à Turquia
  - 9.º do Tour Down Under
- 2019
  - 8.º do Tour Down Under
- 2020
  - Classificação da montanha 
  - 9.ª etapa do Giro d'Italia
- 2021
- 8. do Tour of Alpes
- 18. Tour de France
- 2022
- Vencedor Mont Ventoux challenge
- pontos volta a Burgos
- 3. Volta a Alemanha
- 6. Volta a Burgos
- 7. Fleche Wallonne
- 9. Criterium Dauphine

### Resultados nas grandes voltas

#### Volta a Espanha
1 participação
- 2019 : 17.º

#### Giro d'Italia
1 participação
- 2020 : Classificação da montanha , vencedor da 9.ª etapa, 33º

### Classificações mundiais
| Ano              | 2014   | 2015   | 2016  | 2017   |
| UCI World Tour   |        |        |       | 128.º. |
| UCI Europe Tour  | 255.º. | 288.º  | 644.º | 353.º  |
| UCI America Tour |        | 315.º. | 243.º |        |